# Let's Dance 2022
Let's Dance 2022 var den sjuttonde säsongen av TV-programmet Let's Dance, som hade premiär i TV4 den 19 mars 2022.
Bland deltagarna fanns Marie Mandelmann och Aron Anderson som blev den första Let's Dance-deltagaren i rullstol. Finalen vanns av Eric Saade och Katja Luján Engelholm.

## Tävlande
Källa: 
- Marie Mandelmann  – dansar med Jonathan Näslund
- Aron Anderson – dansar med Jasmine Takács
- Eric Saade – dansar med Katja Luján Engelholm
- Mouna Esmaeilzadeh – dansar med Tobias Wallin
- Lisa Ajax – dansar med Tobias Bader
- Filip Dikmen – dansar med Linn Hegdal
- Henrik Fexeus – dansar med Malin Watson
- Cecilia von der Esch – dansar med Hugo Gustafsson
- Markus Granseth – dansar med Cecilia Ehrling Danermark
- Mia Parnevik – dansar med Tobias Karlsson

### Program 1
Sändes på TV4 den 19 mars 2022. Deltagarna nedan står angivna efter startordningen.
1. Lisa Ajax & Tobias Bader - Cha-cha (Lose My Mind)
2. Marie Mandelmann & Jonathan Näslund - American Smooth (Come Fly With Me)
3. Markus Granseth & Cecilia Ehrling Danermark - Quickstep (Walking on Sunshine)
4. Mouna Esmaeilzadeh & Tobias Wallin - Quickstep (Candyman)
5. Aron Anderson & Jasmin Takàcs - Cha-cha (Shivers)
6. Mia Parnevik & Tobias Karlsson - Samba (The Rhythm of the Night)
7. Filip Dikmen & Linn Hegdal - American Smooth (Save Your Tears)
8. Cecilia Von der Esch & Hugo Gustafsson - Tango (Nån Annan Nu)
9. Henrik Fexeus & Malin Watson - Tango (A Sky Full of Tears)
10. Eric Saade & Katja Lujan Engelholm - Samba (Get Lucky)

#### Juryns poäng[7]
| Nr | Tävlingspar                                 | Dermot Clemenger | Ann Wilson | Tony Irving | Poängsumma |
| -- | ------------------------------------------- | ---------------- | ---------- | ----------- | ---------- |
| 1  | Lisa Ajax & Tobias Bader                    | 3                | 3          | 3           | 9          |
| 2  | Marie Mandelmann & Jonathan Näslund         | 4                | 4          | 3           | 11         |
| 3  | Markus Granseth & Cecilia Ehrling Danermark | 4                | 3          | 5           | 12         |
| 4  | Mouna Esmaeilzadeh & Tobias Wallin          | 3                | 3          | 2           | 8          |
| 5  | Aron Anderson & Jasmin Takàcs               | 5                | 5          | 4           | 14         |
| 6  | Mia Parnevik & Tobias Karlsson              | 2                | 2          | 1           | 5          |
| 7  | Filip Dikmen & Linn Hegdal                  | 3                | 4          | 3           | 10         |
| 8  | Cecilia Von der Esch & Hugo Gustafsson      | 5                | 4          | 5           | 14         |
| 9  | Henrik Fexeus & Malin Watson                | 3                | 4          | 3           | 10         |
| 10 | Eric Saade & Katja Lujan Engelholm          | 5                | 5          | 5           | 15         |

#### Utröstningen
I det första programmet röstas ingen ut men nedan visas dock ändå det par som erhöll minst antal poäng sammanlagt från både tittare och jury
| Lägst antal poäng        |
| Lisa Ajax & Tobias Bader |

### Program 2
Sändes på TV4 den 26 mars 2022. Deltagarna nedan står angivna efter startordningen.
1. Markus Granseth & Cecilia Ehrling Danermark - Samba (Suave)
2. Henrik Fexeus & Malin Watson - Cha-cha (Señorita)
3. Lisa Ajax & Tobias Bader - Tango (Look What You’ve Done)
4. Mouna Esmaeilzadeh & Tobias Wallin - Samba (Don’t Call Me Up)
5. Marie Mandelmann & Jonathan Näslund - Paso Doble (I Gotta Feeling)
6. Eric Saade & Katja Lujan Engelholm - Quickstep (I’m Still Standing)
7. Cecilia Von der Esch & Hugo Gustafsson - Cha-cha (Higher Love)
8. Filip Dikmen & Linn Hegdal - Paso Doble (Counting Stars)
9. Mia Parnevik & Tobias Karlsson - Quickstep (Bootylicious)
10. Aron Anderson & Jasmin Takàcs - Tango (Titanium)

#### Juryns poäng[8]
| Nr | Tävlingspar                                 | Dermot Clemenger | Ann Wilson | Tony Irving | Poängsumma | Poängsumma program 1 & 2 |
| -- | ------------------------------------------- | ---------------- | ---------- | ----------- | ---------- | ------------------------ |
| 1  | Markus Granseth & Cecilia Ehrling Danermark | 4                | 4          | 3           | 11         | 23                       |
| 2  | Henrik Fexeus & Malin Watson                | 4                | 4          | 5           | 13         | 23                       |
| 3  | Lisa Ajax & Tobias Bader                    | 4                | 5          | 4           | 13         | 22                       |
| 4  | Mouna Esmaeilzadeh & Tobias Wallin          | 3                | 3          | 3           | 9          | 17                       |
| 5  | Marie Mandelmann & Jonathan Näslund         | 5                | 5          | 6           | 16         | 27                       |
| 6  | Eric Saade & Katja Lujan Engelholm          | 4                | 4          | 3           | 11         | 26                       |
| 7  | Cecilia Von der Esch & Hugo Gustafsson      | 3                | 3          | 2           | 8          | 22                       |
| 8  | Filip Dikmen & Linn Hegdal                  | 6                | 6          | 6           | 18         | 28                       |
| 9  | Mia Parnevik & Tobias Karlsson              | 3                | 3          | 2           | 8          | 13                       |
| 10 | Aron Anderson & Jasmin Takàcs               | 6                | 6          | 6           | 18         | 32                       |

#### Utröstningen
Listar de två par som erhöll minst tittar- och juryröster under de två första programmen. Den av dessa två som är markerad med mörkgrå färg är den som tvingats lämna tävlingen (den till vänster).
| Lägst antal poäng              |                                    |
| Mia Parnevik & Tobias Karlsson | Mouna Esmaeilzadeh & Tobias Wallin |

### Program 3
Sändes på TV4 den 2 april 2022. Denna vecka skulle deltagarna visa upp en okänd sida i sin dans. Deltagarna nedan står angivna efter startordningen.
1. Mouna Esmaeilzadeh & Tobias Wallin - American Smooth (The Lazy Song)
2. Lisa Ajax & Tobias Bader - Jive (Dance With Me Tonight)
3. Filip Dikmen & Linn Hegdal - Tango (Play Hard)
4. Henrik Fexeus & Malin Watson - American Smooth (Piece of Me)
5. Aron Anderson & Jasmin Takàcs - Jive (Jump (For My Love))
6. Cecilia Von der Esch & Hugo Gustafsson - American Smooth (When You Belive)
7. Eric Saade & Katja Lujan Engelholm - Cha-cha (The Business)
8. Markus Granseth & Cecilia Ehrling Danermark - Tango (Boten Anna)
9. Marie Mandelmann & Jonathan Näslund - Samba (Family Affair)

#### Juryns poäng[9]
| Nr | Tävlingspar                                 | Dermot Clemenger | Ann Wilson | Tony Irving | Poängsumma |
| -- | ------------------------------------------- | ---------------- | ---------- | ----------- | ---------- |
| 1  | Mouna Esmaeilzadeh & Tobias Wallin          | 5                | 5          | 5           | 15         |
| 2  | Lisa Ajax & Tobias Bader                    | 5                | 5          | 4           | 14         |
| 3  | Filip Dikmen & Linn Hegdal                  | 7                | 6          | 7           | 20         |
| 4  | Henrik Fexeus & Malin Watson                | 5                | 5          | 5           | 15         |
| 5  | Aron Anderson & Jasmin Takàcs               | 7                | 6          | 5           | 18         |
| 6  | Cecilia Von der Esch & Hugo Gustafsson      | 6                | 6          | 6           | 18         |
| 7  | Eric Saade & Katja Lujan Engelholm          | 7                | 7          | 5           | 19         |
| 8  | Markus Granseth & Cecilia Ehrling Danermark | 5                | 4          | 4           | 13         |
| 9  | Marie Mandelmann & Jonathan Näslund         | 4                | 4          | 4           | 12         |

#### Utröstningen
Listar de två par som erhöll minst tittar- och juryröster under programmet. Den av dessa två som är markerad med mörkgrå färg är den som tvingats lämna tävlingen (den till vänster).
| Lägst antal poäng            |                                             |
| Henrik Fexeus & Malin Watson | Markus Granseth & Cecilia Ehrling Danermark |

### Program 4
Sändes på TV4 den 9 april 2022. Temat för denna vecka var Disney. Deltagarna nedan står angivna efter startordningen.
1. Markus Granseth & Cecilia Ehrling Danermark - Jive (Var Nöjd Med Allt Som Livet Ger från Djungelboken)
2. Cecilia Von der Esch & Hugo Gustafsson - Rumba (Hela Min Värld från Lilla Sjöjungfrun)
3. Lisa Ajax & Tobias Bader - American Smooth (Hjärtat Slår Upp Sin Dörr från Frost)
4. Aron Anderson & Jasmin Takàcs - Jive (En Vän Som Jag från Aladdin)
5. Filip Dikmen & Linn Hegdal - Rumba (Känn En Doft Av Kärleken från Lejonkungen)
6. Marie Mandelmann & Jonathan Näslund - Tango (Cruella de Vil från 101 Dalmatiner)
7. Mouna Esmaeilzadeh & Tobias Wallin - Rumba (Färger I En Vind” från Pocahontas)
8. Eric Saade & Katja Lujan Engelholm - Tango (Vi Pratar Inte Om Bruno från Encanto)

#### Juryns poäng[10]
| Nr | Tävlingspar                                 | Dermot Clemenger | Ann Wilson | Tony Irving | Poängsumma |
| -- | ------------------------------------------- | ---------------- | ---------- | ----------- | ---------- |
| 1  | Markus Granseth & Cecilia Ehrling Danermark | 6                | 6          | 7           | 19         |
| 2  | Cecilia Von der Esch & Hugo Gustafsson      | 6                | 6          | 5           | 17         |
| 3  | Lisa Ajax & Tobias Bader                    | 7                | 7          | 7           | 21         |
| 4  | Aron Anderson & Jasmin Takàcs               | 6                | 6          | 7           | 17         |
| 5  | Filip Dikmen & Linn Hegdal                  | 7                | 7          | 8           | 22         |
| 6  | Marie Mandelmann & Jonathan Näslund         | 8                | 8          | 8           | 24         |
| 7  | Mouna Esmaeilzadeh & Tobias Wallin          | 6                | 5          | 6           | 17         |
| 8  | Eric Saade & Katja Lujan Engelholm          | 9                | 8          | 8           | 25         |

#### Utröstningen
Listar de två par som erhöll minst tittar- och juryröster under programmet. Den av dessa två som är markerad med mörkgrå färg är den som tvingats lämna tävlingen (den till vänster).
| Lägst antal poäng                      |                                             |
| Cecilia Von der Esch & Hugo Gustafsson | Markus Granseth & Cecilia Ehrling Danermark |

### Program 5
Sändes på TV4 den 16 april 2022. Denna vecka dansade alla Contemporary och deltagarna fick tillägna sin dans till någon som betytt mycket för dem. Deltagarna nedan står angivna efter startordningen.
1. Eric Saade & Katja Lujan Engelholm - Contemporary (You Raise Me Up)
2. Lisa Ajax & Tobias Bader - Contemporary (Anyone)
3. Markus Granseth & Cecilia Ehrling Danermark - Contemporary (Se På Mig)
4. Filip Dikmen & Linn Hegdal - Contemporary (Unstoppable)
5. Marie Mandelmann & Jonathan Näslund - Contemporary (Hey Brother)
6. Mouna Esmaeilzadeh & Tobias Wallin - Contemporary (Goliat)
7. Aron Anderson & Jasmin Takàcs - Contemporary (I Was Here)

#### Juryns poäng[11]
| Nr | Tävlingspar                                 | Dermot Clemenger | Ann Wilson | Tony Irving | Poängsumma |
| -- | ------------------------------------------- | ---------------- | ---------- | ----------- | ---------- |
| 1  | Eric Saade & Katja Lujan Engelholm          | 9                | 9          | 10          | 28         |
| 2  | Lisa Ajax & Tobias Bader                    | 8                | 9          | 9           | 26         |
| 3  | Markus Granseth & Cecilia Ehrling Danermark | 10               | 10         | 9           | 29         |
| 4  | Filip Dikmen & Linn Hegdal                  | 9                | 9          | 7           | 25         |
| 5  | Marie Mandelmann & Jonathan Näslund         | 7                | 7          | 8           | 22         |
| 6  | Mouna Esmaeilzadeh & Tobias Wallin          | 9                | 8          | 8           | 25         |
| 7  | Aron Anderson & Jasmin Takàcs               | 10               | 9          | 10          | 29         |

#### Utröstningen
Listar de två par som erhöll minst tittar- och juryröster under programmet. Den av dessa två som är markerad med mörkgrå färg är den som tvingats lämna tävlingen (den till vänster).
| Lägst antal poäng        |                            |
| Lisa Ajax & Tobias Bader | Filip Dikmen & Linn Hegdal |

### Program 6
Sändes på TV4 den 23 april 2022. Denna vecka var det 90-tals tema. Deltagarna dansade var sin dans och sedan en gruppdans där alla i den vinnande gruppen fick 4 poäng var. Team Girlband bestod av Aron, Marie och Markus. Team Boyband baestod av Eric, Filip och Mouna. Deltagarna nedan står angivna efter startordningen.
1. Aron Anderson & Jasmin Takàcs - Rumba (Angels)
2. Mouna Esmaeilzadeh & Tobias Wallin - Cha-cha (Man! I Feel Like a Woman)
3. Eric Saade & Katja Lujan Engelholm - Paso Doble (Bye Bye Bye)
4. Markus Granseth & Cecilia Ehrling Danermark - American Smooth (Joyriade)
5. Filip Dikmen & Linn Hegdal - Jive (En Jävek På Kärlek)
6. Marie Mandelmann & Jonathan Näslund - Quickstep (Livin’ la Vida Loca)

#### Juryns poäng
| Nr | Tävlingspar                                 | Dermot Clemenger | Ann Wilson | Tony Irving | Gruppdans | Poängsumma |
| -- | ------------------------------------------- | ---------------- | ---------- | ----------- | --------- | ---------- |
| 1  | Aron Anderson & Jasmin Takàcs               | 8                | 7          | 9           | 0         | 24+0=24    |
| 2  | Mouna Esmaeilzadeh & Tobias Wallin          | 7                | 8          | 8           | 4         | 23+4=27    |
| 3  | Eric Saade & Katja Lujan Engelholm          | 7                | 8          | 6           | 4         | 21+4=25    |
| 4  | Markus Granseth & Cecilia Ehrling Danermark | 7                | 6          | 7           | 0         | 20+0=20    |
| 5  | Filip Dikmen & Linn Hegdal                  | 10               | 10         | 10          | 4         | 30+4=34    |
| 6  | Marie Mandelmann & Jonathan Näslund         | 8                | 8          | 7           | 0         | 23+0=23    |

#### Utröstningen
Listar de två par som erhöll minst tittar- och juryröster under programmet. Den av dessa två som är markerad med mörkgrå färg är den som tvingats lämna tävlingen (den till vänster).
| Lägst antal poäng                  |                                             |
| Mouna Esmaeilzadeh & Tobias Wallin | Markus Granseth & Cecilia Ehrling Danermark |

### Program 7
Sändes på TV4 den 30 april 2022.  Denna vecka var det musikaltema. Deltagarna dansade två danser där den andra dansen var ett Broadway battle där juryn delade ut poängen 4-12. Deltagarna nedan står angivna efter startordningen.
1. Filip Dikmen & Linn Hegdal - Quickstep (Cabaret)
2. Marie Mandelmann & Jonathan Näslund - Rumba (Memory)
3. Aron Anderson & Jasmin Takàcs - American Smooth (Summer Nights)
4. Markus Granseth & Cecilia Ehrling Danermark - Rumba (Somewhere Over the Rainbow)
5. Eric Saade & Katja Lujan Engelholm - American Smooth (Fame)

#### Juryns poäng[13]
| Nr | Tävlingspar                                 | Dermot Clemenger | Ann Wilson | Tony Irving | Broadway battle | Poängsumma |
| -- | ------------------------------------------- | ---------------- | ---------- | ----------- | --------------- | ---------- |
| 1  | Filip Dikmen & Linn Hegdal                  | 10               | 10         | 10          | 10              | 30+10=40   |
| 2  | Marie Mandelmann & Jonathan Näslund         | 9                | 9          | 10          | 8               | 28+8=36    |
| 3  | Aron Anderson & Jasmin Takàcs               | 10               | 9          | 8           | 6               | 27+6=33    |
| 4  | Markus Granseth & Cecilia Ehrling Danermark | 8                | 8          | 7           | 4               | 23+4=27    |
| 5  | Eric Saade & Katja Lujan Engelholm          | 9                | 10         | 10          | 12              | 29+12=41   |

#### Utröstningen
Listar de två par som erhöll minst tittar- och juryröster under programmet. Den av dessa två som är markerad med mörkgrå färg är den som tvingats lämna tävlingen (den till vänster).
| Lägst antal poäng                           |                            |
| Markus Granseth & Cecilia Ehrling Danermark | Filip Dikmen & Linn Hegdal |

### Program 8
Sändes på TV4 den 7 maj 2022. Deltagarna dansade två danser, den andra dansen var en "instant" dans där deltagarna inte fick veta låten de skulle dansa till förrän i direktsändning. Deltagarna nedan står angivna efter startordningen.
Dans 1
1. Marie Mandelmann & Jonathan Näslund - Jive (Dancing In the Dark)
2. Eric Saade & Katja Lujan Engelholm - Rumba (Eld & Lågor)
3. Filip Dikmen & Linn Hegdal - Samba (Shape of You)
4. Aron Anderson & Jasmin Takàcs - Paso Doble (Dancing on My Own)

Dans 2
1. Marie Mandelmann & Jonathan Näslund - Cha-cha (Express Yourself)
2. Eric Saade & Katja Lujan Engelholm - Jive (Don't Stop Me Now)
3. Filip Dikmen & Linn Hegdal - Cha-cha (Just Dance)
4. Aron Anderson & Jasmin Takàcs - Samba (Roar)

#### Juryns poäng[15]
| Nr | Tävlingspar                         | Dermot Clemenger | Ann Wilson | Tony Irving | Poängsumma |
| -- | ----------------------------------- | ---------------- | ---------- | ----------- | ---------- |
| 1  | Marie Mandelmann & Jonathan Näslund | 9+7              | 9+7        | 9+6         | 27+20=47   |
| 2  | Eric Saade & Katja Lujan Engelholm  | 10+10            | 10+9       | 10+8        | 30+27=57   |
| 3  | Filip Dikmen & Linn Hegdal          | 9+8              | 9+10       | 10+9        | 28+27=55   |
| 4  | Aron Anderson & Jasmin Takàcs       | 10+8             | 10+8       | 10+10       | 30+26=56   |

#### Utröstningen
Listar de två par som erhöll minst tittar- och juryröster under programmet. Den av dessa två som är markerad med mörkgrå färg är den som tvingats lämna tävlingen (den till vänster).
| Lägst antal poäng             |                            |
| Aron Anderson & Jasmin Takàcs | Filip Dikmen & Linn Hegdal |

### Program 9
Sändes på TV4 den 14 maj 2022. Den första var en triodans med en av domarna, och därför gästaden juryn av Alvaro Estrella som gav poäng till den första dansen. Den andra dansen var en som de tidigare dansat och som de nu skulle göra bättre. Deltagarna nedan står angivna efter startordningen.
Dans 1
1. Eric Saade, Katja Lujan Engelholm och Dermot Clemenger - Liny Hop (Take On Me)
2. Marie Mandelmann, Jonathan Näslund och Tony Irving - Jazz (Uptown Funk)
3. Filip Dikmen, Linn Hegdal och Ann Wilson - Salsa (Vi Ska Aldrig Gå Hem)

Dans 2
1. Eric Saade & Katja Lujan Engelholm - Paso Doble (Bye Bye Bye)
2. Marie Mandelmann & Jonathan Näslund - Samba (Family Affair)
3. Filip Dikmen & Linn Hegdal - American Smooth (Save Your Tears)

#### Juryns poäng[16]
| Nr | Tävlingspar                         | Alvaro Estrella | Dermot Clemenger | Ann Wilson | Tony Irving | Poängsumma |
| -- | ----------------------------------- | --------------- | ---------------- | ---------- | ----------- | ---------- |
| 1  | Eric Saade & Katja Lujan Engelholm  | 10              | 10               | 10+9       | 10+9        | 30+28=58   |
| 2  | Marie Mandelmann & Jonathan Näslund | 8               | 10+9             | 10+8       | 10          | 28+27=55   |
| 3  | Filip Dikmen & Linn Hegdal          | 10              | 10+10            | 10         | 10+10       | 30+30=60   |

#### Utröstningen
Listar det par som erhöll minst tittar- och juryröster under programmet.
| Lägst antal poäng                   |
| Marie Mandelmann & Jonathan Näslund |

### Program 10
Sändes på TV4 den 21 maj 2022.. Deltagarna dansade tre danser var, de första två var danser de dansat tidigare under säsongen och den tredje var ett shownummer. Deltagarna nedan står angivna efter startordningen.
Dans 1
1. Filip Dikmen & Linn Hegdal - Tango (Play Hard)
2. Eric Saade & Katja Lujan Engelholm - Samba (Get Lucky)

Dans 2
1. Filip Dikmen & Linn Hegdal - Jive (En Jävel På Kärlek)
2. Eric Saade & Katja Lujan Engelholm - American Smooth (Fame)

Dans 3
1. Filip Dikmen & Linn Hegdal - Shownummer
2. Eric Saade & Katja Lujan Engelholm - Shownummer

#### Juryns poäng
| Nr | Tävlingspar                        | Dermot Clemenger | Ann Wilson | Tony Irving | Poängsumma  |
| -- | ---------------------------------- | ---------------- | ---------- | ----------- | ----------- |
| 1  | Filip Dikmen & Linn Hegdal         | 10+10+10         | 10+10+10   | 10+9+10     | 30+29+30=89 |
| 2  | Eric Saade & Katja Lujan Engelholm | 10+10+10         | 10+10+10   | 10+9+10     | 30+29+30=89 |

Listar nedan det par som erhöll flest antal tittar- och juryröster och därmed vann Let's Dance 2022.
| Vinnare                            |
| Eric Saade & Katja Lujan Engelholm |